# Казачок (сериал)
«Казачок» — российский комедийно-приключенческий телесериал производства киностудии «SVERDЛOVSK» при поддержке ИРИ. Телесериал был снят в Пскове и Псковской области.
Премьера телесериала состоялась 31 марта 2024 года в онлайн-кинотеатре Premier и 1 апреля 2024 на телеканале ТНТ. В мае 2024 года телесериал продлили на второй сезон.
Премьера второго сезона телесериала 12 мая 2025 года на телеканале ТНТ. Две заключительных серии вышли 21 мая 2025 года.

## Сюжет
Старшеклассник Степан (Алексей Лукин) настолько увлёкся стримами, соцсетями и компьютерными играми, что завалил сразу несколько экзаменов и едва не был отчислен из школы. Его родители (Олеся Судзиловская и Алексей Макаров), которые планировали поехать летом отдыхать в Турцию, решают, что отправятся в отпуск без сына, которого в воспитательных целях отправят в деревню к бабушке. В далёкой донской станице нет интернета и компьютеров, там, по мнению родителей, Стёпа сможет как следует подготовиться к пересдаче экзаменов.
В первый же день в деревне Степан неудачно подшутил над местными подростками, ввиду чего нажил себе врагов. Убегая от них, чтобы не оказаться побитым, Степан случайно проваливается в деревенский колодец, и не без труда самостоятельно выбирается из него через некоторое время. Осмотревшись по сторонам, он обнаруживает, что всё вокруг изменилось: и природа, и окружающие люди, даже надпись с огромного валуна «Цой жив!» куда-то бесследно исчезла. Не сразу он осознаёт, что каким-то невероятным образом переместился в XVII век, в самую настоящую казачью станицу, где когда-то жили его предки.
Не имея возможности вернуться в своё время, Степан вынужден привыкать к суровым условиям и адаптировать их к современности. Например, обучать предков играть в футбол и боулинг, заказывать курьерскую доставку и принимать процедуры в импровизированном спа… Но всё это до той поры, пока его жизни не будет угрожать опасность… Герою придётся изучать историю страны наглядно, не раз пожалев о том, что не учил историю в школе, и выживать в непростых условиях, ведь он попал в Смутное время, один из самых неспокойных периодов, полный бунтов и войн…

## В ролях
Обозначение цветами в таблице:
     Не главная роль;      Главная роль.
| Актёр                 | Персонаж                |
| --------------------- | ----------------------- |
| Алексей Лукин         | Стёпа                   |
| Алексей Кравченко     | Марков                  |
| Николай Шрайбер       | Говор                   |
| Георгий Дронов        | Семён Чурила            |
| Виталий Кищенко       | пан Матеуш              |
| Владимир Епифанцев    | знахарь                 |
| Виктория Разумовская  | Алёнка                  |
| Константин Мирошников | Иван                    |
| Алексей Макаров       | Виктор папа Стёпы       |
| Олеся Судзиловская    | Елена мама Стёпы        |
| Марина Лебедева       | Анна                    |
| Юлия Бедарева         | Аниська                 |
| Александр Новиков     | Никита                  |
| Светлана Листова      | Амира                   |
| Максим Белбородов     | Назар                   |
| Сергей Фролов         | поп Беркул              |
| Максим Битюков        | Лукьян                  |
| Георгий Черданцев     | казак-комментатор       |
| Алексей Дмитриев      | Тригуб                  |
| Максим Иванов         | мальчик из Волоколамска |
| Иван Филиппов         | Иргай                   |
| Александр Волохов     | слепой казак            |
| Николай Куглянт       | Сатьян                  |
| Михаил Крылов         | директор школы          |
| Анастасия Коренцова   | Маруся                  |
| Анатолий Кузьмин      | беглый казак            |
| Яков Шамшин           | Матвей                  |
| Дмитрий Галкин        | цимлянский казак        |
| Александр Артемьев    | поляк-кирасир           |

## Эпизоды
| Сезон | Сезон | Серии | Период трансляции        |
| ----- | ----- | ----- | ------------------------ |
|       | 1     | 8     | 31 марта — 2 апреля 2024 |
|       | 2     | 13    | 12 – 21 мая 2025         |

### 1 сезон
| № серии | Описание | Премьера           |
| ------- | --- | ------------------ |
| 1       | Московский подросток Стёпа Говоров завалил годовой экзамен по истории. В итоге вместо отпуска в Турции родители Стёпы отправляют его к бабушке в станицу под Ростовом. Вступив в конфликт с местными подростками, Стёпа случайно падает в деревенский колодец и попадает в прошлое, в казачью станицу 1612 года во время нападения на неё крымских татар. После боя Стёпу принимают за шпиона и бросают в яму. Утром на казачьем кругу казаки решают его казнить. | 31 марта 2024 года |
| 2       | Назар пытается учинить расправу над Стёпой. Его спасает дочка атамана, Алёнка, объясняя казакам, что Стёпа спас её во время нападения крымчаков. Атаман принимает решение сохранить ему жизнь и отдать на «воспитание» в семью казака Чурилы, который должен научить его казацкой мудрости. Пока Назар уходит в экспедицию, чтобы спасти пленного Говора, Стёпка пытается заработать деньги, чтобы каменщик Лукьян восстановил разрушенный колодец.               | 31 марта 2024 года |
| 3       | Казаки решают отправить гонца в Нижний Новгород к Пожарскому. Стёпа пытается достроить колодец и параллельно постигает казачье ремесло. В это время казак-карлик Иргай сообщает, что соседняя станица снова покусилась на их урожай. Стёпа предлагает решить проблему не войной, а спортом, обучая казаков футболу. После матча, спасаясь от пьяных казаков, Стёпа убегает в лес, где натыкается на крымчан, которые похитили Говора.                             | 31 марта 2024 года |
| 4       | Стёпа рассказывает казакам, что нашёл крымчан, похитивших Говора, но казаки с похмелья не в состоянии идти в поход. Стёпа с помощью «современных антипохмельных процедур» быстро ставит казаков на ноги и организовывает поход на крымчан. Казаки застают их врасплох, но тут же выясняют, что Говора у них нет — крымчаки продали его полякам. Параллельно Лукьян достраивает колодец, и Стёпа, прощаясь с друзьями, ныряет в него.                              | 1 апреля 2024 года |
| 5       | Стёпа узнаёт, что из-за него его прямому предку, есаулу Говору, угрожает опасность, а значит, и всему Стёпиному роду. Казаки получают депешу от Пожарского и решают не идти на помощь ополчению, а Стёпу из-за спора с Назаром кидают в яму. Атаман Марков объявляет о свадьбе своей дочери Алёнки с казаком Назаром. | 1 апреля 2024 года |
| 6       | Стёпа с друзьями находят есаула Говора в плену у поляков, которые готовятся его повесить. Назару удаётся убедить всех, что Стёпа — польский шпион, и ему снова грозит опасность, теперь от самих казаков. | 2 апреля 2024 года |
| 7       | Стёпа пытается расстроить венчание Алёнки с Назаром, у него есть доказательство, что среди казаков — польский шпион. И теперь Стёпе вместе с Иваном и Никитой предстоит пройти испытания, чтобы стать настоящим казаком и получить право отправиться на битву за Москву, но ребята решают иначе. | 2 апреля 2024 года |
| 8       | Стёпа с Алёнкой отправляются за казачьим отрядом, но атаман отказывается пускать Стёпу в бой. Стёпа не подчиняется и на поле боя встречается с Назаром в решающей битве. | 2 апреля 2024 года |

## Рецензии
- Портал «Кино-театр.ру» нейтрально оценил телесериал в своём обзоре[8];
- «ПОСТНЬЮС» также нейтрально оценил телесериал[9];
- Телеканал «2х2» тоже нейтрально оценил проект, добавив, что „сериал не претендует на серьёзную серьёзность и рекомендуется для расслабленного просмотра“[10].

## Производство
Сергей Светлаков, продюсер телесериала и соавтор сценария к нему, сообщил, что на главную роль долго не могли найти актёра. Он также отметил хорошую игру актрисы Виктории Разумовской.